# Авіахімічна вулиця (Харків)
Авіахімі́чна вулиця — вулиця у Харкові, у Шевченківському районі, в історичній місцевості Павлівка. Йде від Софіївської вулиці до вулиці В'ячеслава Чорновола. Існує з кінця 1920-х років, до 1936 року називалась Друга Нова вулиця.

## Розташування
Починається від Софіївської вулиці як тротуар, паралельний вулиці Семена Кузнеця. Йде між багатоповерховою забудовою (на південь від вулиці) і приватним сектором (на північ від неї). Перетинає вулицю Юрія Пояркова. Після перехрестя з Севастопольською вулицею вже має повноцінну проїжджу частину. Далі на Авіахімічній вулиці закінчуються Новомирна і Срібна вулиці, Авіахімічний провулок, провулок Семена Кузнеця. Вулиця закінчується перехрестям з вулицею В'ячеслава Чорновола, за яким прямим продовженням Авіахімічної вулиці є Макарівська вулиця.

## Історія
Вілиця виникла в кінці 1920-х років під назвою Друга Нова вулиця. 20 вересня 1936 року перейменована на Авіахімічну на честь радянської мілітаризованої оборонно-патріотичної громадської організації ТСОАВІАХІМ (Товариство сприяння обороні, авіаційному і хімічному будівництву).